# Сасе (Сребреница)
Сасе су насељено мјесто у општини Сребреница, Република Српска, БиХ. Према попису становништва из 2013. у насељу је живјело 52 становника.
Овде се налази Рудник Сасе - Сребреница.

## Становништво
По посљедњем службеном попису становништва из 1991. године, насељено мјесто Сасе имало је 538 становника, сљедећег националног састава:
| Националност       | 1991.        | 1981.        | 1971.        |
| Муслимани          | 442 (82,15%) | 465 (74,28%) | 496 (74,70%) |
| Срби               | 82 (15,24%)  | 83 (13,26%)  | 137 (20,63%) |
| Југословени        | 3 (0,55%)    | 10 (1,59%)   | 7 (1,05%)    |
| Хрвати             |              | 6 (0,95%)    | 17 (2,56%)   |
| остали и непознато | 11 (2,06%)   | 62 (9,92%)   | 7 (1,06%)    |
| Укупно             | 538          | 626          | 664          |